# Teatro Nacional (Munique)
O Teatro Nacional (Nationaltheater München) é uma casa de ópera da Alemanha, base da Ópera e do Balé do Estado da Baviera.

## Histórico
O primeiro teatro foi comissionado por Maximiliano I e desenvolvido por Karl von Fischer, baseado no Odéon de Paris. Abriu em 1818 com Die Weihe de Ferdinand Fränzl, mas foi destruído pelo fogo em 1823. Reconstruído segundo projeto de Leo von Klenze, esse segundo teatro incorporou características neoclássicas e foi aberto em 1825.
Durante os anos seguintes, o teatro marcou a estreia de um número significativo de óperas, muitas delas por compositores alemães. Foram incluídas as estreias de Tristan und Isolde (1865), Die Meistersinger von Nürnberg (1868), Das Rheingold (1869) e Die Walküre (1870), de Richard Wagner. Posteriormente, o compositor decidiu construir o Bayreuth Festspielhaus e continuar os espetáculos por lá.
No fim do século XIX, Richard Strauss, nascido em Munique, marcou o teatro na cidade. Após ser contratado como regente por uma época, retornou ao teatro, tornando-se o principal regente da Ópera de Munique, entre 1894 e 1896.  Lá estreou Friedenstag (1938) e Capriccio. 
Apesar de modificado em 1930 para criar uma área maior ao palco, com equipamentos atualizados, o segundo teatro sobreviveu somente até que bombardeios o destruíram em 3 de outubro de 1943, durante a Segunda Guerra Mundial.
Baseado nos planos originais de Karl von Fischer, o arquiteto Gerhard Moritz Graubner recriou o teatro original com 2100 assentos. Esse terceiro teatro abriu em 22 de novembro de 1963, com a apresentação de Die Meistersinger von Nürnberg. Desde então, o local tem sido palco de produções significativas e diversas estreias mundiais.